# Christian Drewsen
Christian Drewsen (30. august 1799 – 2. juni 1896) var en dansk papirfabrikant og insektsamler.
Han var søn af Johan Christian Drewsen og bror til Michael Drewsen. Han kom tidlig til at være faderens medhjælper i hans virksomhed på Strandmøllen ligesom ved en oliemølle i Skodsborg. 1840 blev han sammen med sin yngre broder Michael medlem af firmaet Drewsen & Sønner og overtog sammen med ham i 1844 driften af Strandmøllen, som de 1848 fik skøde på. 1854 udvidede de virksomheden her ved at tilkøbe Ørholm og Nymølle. Indtil 1. januar 1865 var han tillige medejer af den væsentlig af Michael Drewsen 1844 i Silkeborg anlagte papirfabrik, men fra den nævnte dag blev han eneejer af Strandmøllen, Ørholm og Nymølle, hvis drift han fortsatte under det gamle firma (Drewsen & Sønner) til de 1. marts 1889 gik over til aktieselskabet De forenede Papirfabrikker.
Ved siden af sin virksomhed som industridrivende dyrkede han flittigt naturvidenskaberne. Som samler og som forfatter af forskellige afhandlinger har han fortjenester navnlig af vor insektfavna; han er den, der gav J.C. Schiødte den første vejledning i at samle insekter, og sin store samling (også af udenlandske insekter) har han skænket til Københavns Universitets Zoologiske Museum.
30. august 1822 ægtede han Ernestine Jacobsen (11. maj 1804 – 1. oktober 1897), hvis fader var forvalter Jacobsen på Christiansholm ved Klampenborg.